# Charles Whitehead
Charles Whitehead (Londres, 1804 - Melbourne, Australia, 5 de julio de 1862) fue un poeta, novelista y dramaturgo inglés. Es especialmente recordado por tres obras, todas las cuales gozaron del favor popular: El solitario (1831), un poema; la Autobiografía de Jack Ketch (1834), una novela; y El caballero (1836), una obra de teatro en verso blanco. El solitario, su primera obra literaria, fue seguida por una gran cantidad de escritos diversos incluyendo Richard Savage, su mejor novela, publicada en 1842; El conde de Essex, un romance histórico (1843); y muchos relatos cortos. Fue amigo de Dickens, Thackeray, y otros conocidos hombres de letras de la época.
Nació en Londres, hijo mayor de un adinerado comerciante de vinos. Recibió una buena educación y entró como empleado en una oficina comercial, pero pronto adoptaría la literatura como profesión. En 1831 publicó El solitario, un poema en estanzas spenserianas, que mostraba una genuina imaginación. El poema se ganó la aprobación del profesor Wilson en los Noctes Ambrosianæ, y de otros eminentes críticos. En 1833 se casó con Mary Ann Loomes. Se ganó la vida precariamente narrando las biografías de bandoleros ingleses, contribuyendo a publicaciones periódicas y preparando la Biblioteca de ficción (1836) para los editores Chapman & Hall. En 1834 apareció Vidas y hazañas de los salteadores de caminos ingleses, de Whitehead (la menos digna de sus producciones, escrita probablemente unos años antes), y la Autobiografía de Jack Ketch, una biografía burlesca del verdugo, que contenía una notable historia episódica de intención seria, La confesión de James Wilson. El vívido drama en verso blanco de Whitehead El caballero, cuya trama se sitúa en la época de la Restauración, fue producido en el Teatro Haymarket el 15 de septiembre de 1836, con Ellen Tree y Vandenhoff en los papeles principales, y ha sido reestrenado en más de una ocasión, notablemente en el Teatro Lyceum en 1856.
Debido al éxito del Jack Ketch de Whitehead, Chapman & Hall le propusieron componer las tipografías para una publicación mensual de género humorístico, a las que Robert Seymour habría de proporcionar las ilustraciones. Alegando incapacidad para producir las copias con la suficiente regularidad, Whitehead recomendó para el trabajo a su amigo Charles Dickens. Los editores siguieron la recomendación, y el resultado fue Los papeles póstumos del Club Pickwick. Otro punto de conexión entre Whitehead y Dickens consistió en la revisión de Whitehead en 1846 de Las memorias de Grimaldi, que había sido editada por Dickens en 1838 bajo el seudónimo de «Boz». Su obra maestra fue Richard Savage: un romance de la vida real (1842), una amarga novela que según sus admiradores ha sido consecuentemente subestimada. Ilustrada por Leech, la obra, un romance parcialmente basado en la biografía de Savage del Dr. Johnson, fue muy admirada por Dickens. Fue adaptada al teatro, y la obra se mantuvo en cartel durante casi treinta noches en el Teatro Surrey. Una nueva edición de la novela, con una introducción de Harvey Orrinsmith, fue publicada en 1896. El que da comienzo con: "As yonder lamp in my vacated room", incluido en El solitario y otros poemas (1849), una edición recopilatoria de la obra poética de Whitehead, es su más notable soneto, que Dante Rossetti describió como "muy hermoso".
Whitehead perteneció al Mulberry Club, del cual fueron miembros Douglas Jerrold y otros ingenios, y se relacionó con todos los afamados hombres de letras de su tiempo (Charles Lamb, Thackeray y otros muchos escritores). Pero a pesar de su prolífica producción llevaba una vida cada vez más miserable. Bebiendo en exceso, acabó resultando cansino a algunos de sus amigos y fue tratado con frialdad por Dickens. Cuando apareció Richard Savage tenía todas las posibilidades de alcanzar el éxito en la literatura, pero el abuso del alcohol arruinó su carrera. Su decisión de emigrar a Victoria fue presumiblemente un lance desesperado. Llegó con su esposa en el «Diana» a Melbourne el 17 de marzo de 1857, con la esperanza de recuperar su posición. Ya conocía a Richard Henry Horne y también entabló amistad con James Smith y el Dr. James Neild, entre otros. Su escritura, menuda pero "maravillosamente legible", y su escrupulosa puntuación, les revelaron una "sensibilidad casi mórbida". Delicado, nervioso y muy tímido, "incluso la presencia de un niño extraño le haría avergonzar". Whitehead escribió para The Examiner y Melbourne Punch. También se convirtió en uno de los principales contribuidores de artículos y reseñas teatrales del My Note Book, que publicó La confesión de James Wilson, un episodio de su libro sobre Jack Ketch, y desde el 13 de febrero de 1858 Emma Latham or Right at Last, una nueva obra de considerable calidad. El matrimonio español, un fragmento de drama poético dotado de un considerable mérito, apareció en el Victorian Monthly Magazine en julio de 1859. Hombre tímido, de aspecto erudito, con una indudable aptitud, no estaba en absoluto preparado para la vida colonial de la época.